# 张莉 (击剑运动员)
張莉（1981年11月29日—），是中國女子擊劍運動員，遼寧營口出生。

## 生涯
張莉於1993年於遼寧營口市體育學校參與擊劍運動的訓練，教練是辛克勇。翌年4月，她進入遼寧劍擊隊之中，王恒滿是她的教練。1999年年中，她晉升至國家隊中，王恒滿繼續成為她的教練。
就在進入國家隊後的一年，張莉代表中國參與於馬來西亞舉行的亞洲錦標賽，並奪得了女子個人重劍小項的冠軍。次年11月在廣州舉行的九運會中，張莉與隊友在劍擊項目的女子團體重劍小項以41:29大比數之差擊敗江蘇隊。2002年5月，她與李娜、鍾維萍、駱曉娟、沈巍巍及朱曉敏在瑞典哥德堡贏得了世界杯總站女子團體重劍小項的錦標。但她卻在個人小項中的準決賽出局，排各第七。同年的世界錦標賽中，她們取得一面銅牌。
2003年5月，張莉在意大利站世界杯中的女子個人重劍小項決賽以15:10擊敗國家隊隊友沈巍巍，成為該賽事的冠軍得主。兩個月後的悉尼站世界杯中，張莉與駱曉娟等人在女子團體重劍小項中先後淘汰悉尼奧運金牌得主瑞士隊及德國隊等晉身決賽，並以9分的距離戰勝烏克蘭，奪得她們為2003年的第一個團體錦標。翌年8月的雅典奧運，她取得劍擊項目的個人與團體小項的參賽資格，但她卻在團體小項中被法國淘汰出局，排名第六。而在個人小項中，她在八強賽又以8:9不敵匈牙利對手而無緣獎牌。同年的匈牙利與古巴分站世界杯中，她們先後得一金一銀。
2005年2月，張莉在捷克站世界杯中以15:10取勝，贏得女子團體小項冠軍。翌年，張莉在意大利都靈中與隊友駱曉娟、鐘維萍、李娜在女子團體重劍小項決賽中以45:26擊敗法國隊，刷新了中國女子重劍隊歷來最佳的成績。同年年底的多哈亞運劍擊項目，張莉只參與了女子團體重劍小項，並在齪小項決賽中拿下4分，協助中國隊贏得金牌。
2007年1月及6月，張莉在匈牙利和加拿大的蒙特利爾中奪得女子團體重劍小項的第一。
2009年第十一屆全運會代表遼寧奪得女子團體重劍金牌。

## 資料來源
1. ↑  .   [2007-07-20]. （原始内容存档于2016-03-04）.
2. ↑  .   [2007-07-20]. （原始内容存档于2019-08-20）.
3. ↑  .   [2007-07-20]. （原始内容存档于2016-03-04）.
4. ↑  .   [2007-07-20]. （原始内容存档于2019-08-14）.
5. ↑  .   [2007-07-20]. （原始内容存档于2019-08-19）.
6. ↑  .   [2007-07-20]. （原始内容存档于2019-08-15）.